# Por Amarte
«Por Amarte» (рус. Чтобы Любить Тебя) — третий радио—сингл испанского певца Энрике Иглесиаса с его дебютного альбома «Enrique Iglesias», выпущенный в эфиры радиостанций в мае 1996 года.

## Общая информация
Песня была написана Роберто Моралезом и Энрике Иглесиасом и стала третьим синглом певца, который занимал первые строчки в латиноамериканских чартах США. Также песня использовалась как саундтрек к мексиканскому сериалу «Марисоль», специально для которого были сделаны изменения в тексте — «Por amarte daría mi vida» (рус. Чтобы любить тебя, я отдам свою жизнь), было изменено на «Por amarte Marisol, moriría» (рус. Чтобы любить Марисоль, я умру). Иглесиас получил награду ASCAP за «Por Amarte» в 1996 году.

## Позиции в чартах
Песня дебютировала в США на 8 месте 18 мая 1996 года и лидировала через 3 недели (самый быстрый результат для певца). На первой позиции песня находилась восемь недель, а ещё 20 недель находился в «десятке» лучших. В Мексике трек находился на первой позиции на протяжении 2-х недель.
| Чарты (1996)                                  | Пиковая позиция |
| --------------------------------------------- | --------------- |
| US Billboard Hot Latin Tracks                 | 1               |
| U.S. Billboard Latin Pop Airplay              | 1               |
| U.S. Billboard Latin Regional Mexican Airplay | 2               |
| U.S. Billboard Latin Tropical/Salsa Airplay   | 13              |